# 정영섭 (정치인)
정영섭(鄭永燮, 1932년 12월 9일~2023년 8월 12일)은 대한민국의 공무원, 정치인이다. 제3·4·5대 서울특별시 광진구청장(민선 1·2·3기)을 지냈다.

## 학력
- 안계농업고등학교 졸업
- 경희대학교 법과대학 법학 학사
- 서울대학교 행정대학원 행정학 석사

## 경력
- 서울특별시 성동구청 주사보
- 서울특별시청 새마을담당관
- 제5대 서울특별시 도봉구청장 (관선)
- 제22대 서울특별시 성북구청장 (관선)
- 제20대 서울특별시 종로구청장 (관선)
- 제29대 서울특별시 동대문구청장 (관선)
- 서울특별시청 환경녹지국장
- 제28대 서울특별시 중구청장 (관선)
- 제12대 서울특별시 강남구청장 (관선)
- 제3-5대 서울특별시 광진구청장 (민선 1·2·3기 / 민주당→통합민주당→무소속→새정치국민회의→무소속→한나라당, 3선)
- 새누리당 서울특별시당 광진구 갑 당원협의회 선거대책본부장
- 자유한국당 서울특별시당 광진구 갑 당원협의회 고문

## 역대 선거 결과
|  | 45.97% |

|  | 51.04% |

|  | 56.22% |

## 같이 보기
- 도봉구청장
- 성북구청장
- 종로구청장
- 동대문구청장
- 서울 중구청장
- 강남구청장
- 광진구청장